# Новачка
Новачка је насељено место у саставу општине Гола у Копривничко-крижевачкој жупанији, Република Хрватска.

## Историја
До територијалне реорганизације у Хрватској налазила се у саставу старе општине Копривница.

## Становништво
На попису становништва 2011. године, Новачка је имала 381 становника.

## Попис1991.
На попису становништва 1991. године, насељено место Новачка је имало 428 становника, следећег националног састава:
| Попис 1991.‍ | Попис 1991.‍ | Попис 1991.‍ | Попис 1991.‍ | Попис 1991.‍ |
| ----------- | ----------- | ----------- | ----------- | ----------- |
|             |             |             |             |             |
| Хрвати      | Хрвати      |             | 428         | 100%        |
| укупно: 428 |             |             |             |             |